# Alfonso S. Suárez
Alfonso S. Suárez (5 de noviembre de 1977, Gijón) es un guionista, director y productor audiovisual de España.

## Trayectoria
Es realizador de spots para cine y televisión así como de videoclips y documentales. Ha sido director de programación y de contenidos televisivos y profesor de publicidad y dirección cinematográfica. Profesor de guion de documental en la Escuela de Periodismo de EL PAÍS. Guest speaker en la New York Film Academy (NYFA) y en UConn (Universidad de Connecticut).
Ha producido y dirigido largometrajes documentales como "Voces en Imágenes" (estrenado en la Seminci de Valladolid)  y ha sido jurado del Premio Nacional de Cinematografía que concede el Ministerio de Cultura de España y del Premio Iberoaméricano SGAE Julio Alejandro
Su obra ha estado presente en el Lincoln Center de Nueva York y en festivales como Sitges, San Sebastián o Málaga. Con sus trabajos ha obtenido más de cuarenta premios nacionales e internacionales, entre ellos el premio a la Mejor Obra en el Fantastic Film Festival de Mánchester.
Como artista multimedia ha realizado entre otros el audiovisual "Keres" rodado en el Centro Niemeyer de Asturias (localizado en Avilés) y exhibido en el Museo de la Cinemateca de Belgrado así como en numerosos festivales: Openeyes (Alemania), Experimental International Film Festival (Australia), The People´s Film Festival (Nueva York) y el London International Festival of Science Fiction and Fantastic Film.
En el terreno musical su último trabajo ha sido el videoclip "Pa´ llegar a tu lado" de Enrique Bunbury.
Director y productor del largometraje "Writing Heads: hablan los guionistas", primer documental realizado en España sobre el mundo del guion.
Como fotógrafo ha sido finalista del Premio Man Ray y fue uno de los seleccionados en Descubrimientos PhotoEspaña 2016.
Es el creador de la instalación audiovisual "La Caverna de Goya". © Pinturas Negras - MUSEO DEL PRADO
Ha sido miembro de la Junta Directiva del Sindicato Nacional de Guionistas (A.L.M.A.) y del Consejo de Cultura de la Comunidad de Madrid.
Actualmente es miembro del Consejo de Administración de la Radiotelevisión Pública del Principado de Asturias / RTPA.